# 갱뱅

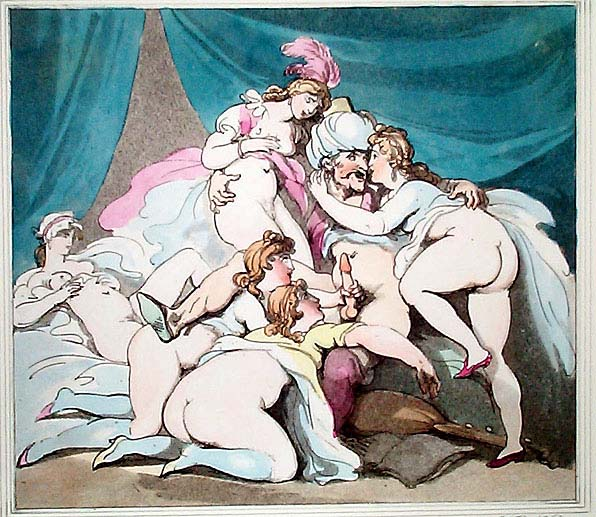
갱뱅

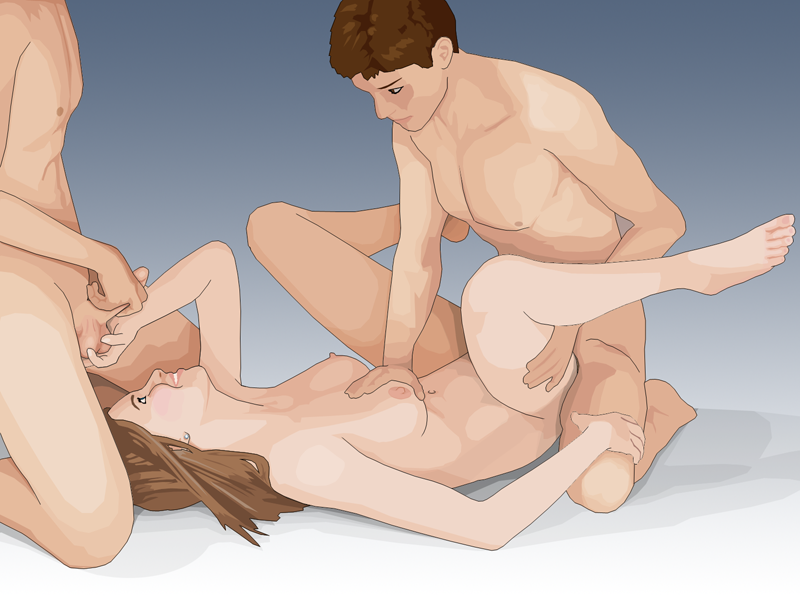
갱뱅을 묘사한 그림

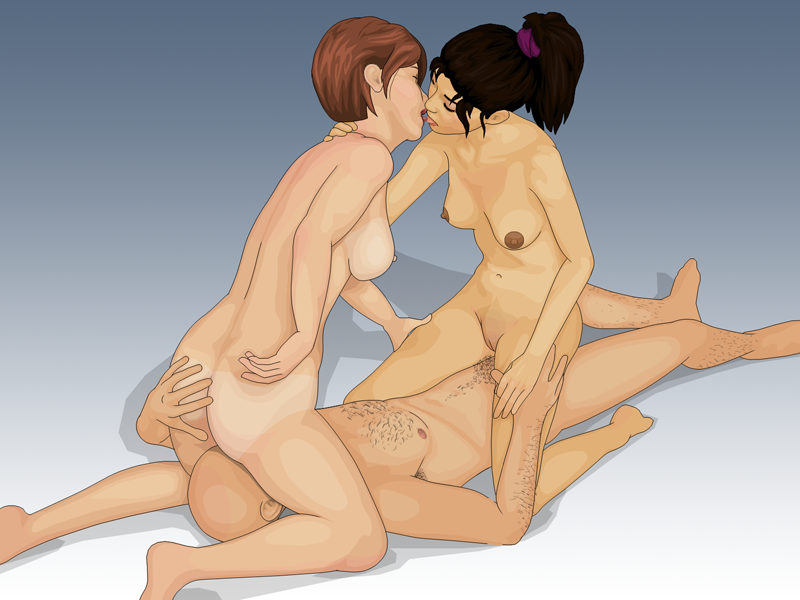
역갱뱅을 묘사한 그림

갱뱅(gang bang)은 한 사람을 상대로 난교를 하는 것을 말한다. 윤간은 강제적인 범죄 행위지만, 갱뱅은 성행위에 해당한다.

## 개요
여러 사람이 차례로 수동적인 대상과 성교하는 갱뱅은 폭력이나 강간의 요소가 있을 수 있다. 일반적으로는 한 여자가 여러 남자와 교대로 연속적인 성교를 행하는 것을 갱뱅이라고 하고, 한 남자가 여러 여자와 교대로 연속적인 성교를 하는 것을 역갱뱅(Reverse gang bang)이라고 한다.
갱뱅은 일종의 그룹 섹스로 볼 수 있는데, 이는 대상과 교대로 성행위를 하는 것을 특징으로 하며 종종 폭력과 강박을 동반한다. 로테이션에 참여하는 사람의 수는 일반적으로 4명 이상이며, 반대로 3명(또는 4명)이 참여하는 성교는 종종 3P(또는 4P)라고 한다.

## 같이 보기
- 붓카케
- 그룹 섹스
- 스와핑 (성교)
- 윤간